# Max Mara

Max Mara (укр. Макс Мара) — італійська марка одягу. Бренд заснований в 1951 р. Марка отримала свою назву на честь засновника марки Ачілле Марамотті, була взята початкова частина його прізвища і з'єднана з префіксом, що надає назві міжнародне звучання.

## Історія
Перша колекція MaxMara випускається в 1951 р. Саме з цієї колекції визначається індивідуальний стиль MaxMara: спокійний, чіткий крій, чисті лінії, не активні кольори. У колекціях фірми завжди присутні бежевий, сірий, чорний, білий, червоний кольори.
Саме MaxMara однією з перших стала пропонувати стильний, прекрасної якості одяг звичайним жінкам, а не кінозіркам.
Засновник марки ніколи не розробляв сам моделі одягу. Він запрошував створювати колекції для MaxMara таких іменитих модельєрів, як Карл Лагерфельд, Доменіко Дольче і Стефано Габбана, Жана-Шарля де Кастельбажака, Франко Москіно.
На сьогоднішній момент невідомо, хто саме створює колекції цього модного дому. MaxMara міцно зберігає свої секрети. Відомо лише, що над кожною колекцією трудяться люди різного віку і національностей.

## Бренди
- У 1969 році у MaxMara з'являється нова лінія Sportmax. Спочатку концепцією лінії передбачалася аудиторія жінок у віці від 18 до 30 років. Лінія миттєво придбала популярність і в результаті була виділена в окрему марку.
- У 1981 році у MaxMara з'являється лінія для повних жінок, під назвою Marina Rinaldi.
- У 1982 році з'являється наступна лінія MaxMara Weekend. Її основним напрямком є повсякденний одяг і одяг для відпочинку. Цільова аудиторія — жінки, що ведуть активний спосіб життя.
- Ще трохи пізніше запускається молодіжна лінія Max & Co.

У 2005 році помирає творець марки і бізнес переходить до його дітей.
В даний час MaxMara це модний будинок, який активно розвивається, по всьому світу діють більше 1200 магазинів марки, а знамениті пальто є об'єктом мрій багатьох жінок.